# Grb Libanona
Grb Libanona sastoji se od crvenog štita s bijelom kosom trakom na kojoj se nalazi cedrovo drvo. Grb je veoma sličan zastavi Libanona.

## Također pogledajte
- Zastava Libanona